# Felicitas Rauch
Felicitas Rauch (Hannoversch Münden, 1996. április 30. –) német válogatott női labdarúgó. A VfL Wolfsburg játékosa.

## Pályafutása

### Klubcsapatban
2012. szeptember 23-án mutatkozott be a Turbine Potsdam második csapatában a másodosztályban a Magdeburg ellen. 2013. április 7-én első gólját szerezte meg a Meppen ellen. 2014. szeptember 21-én az első csapatban is bemutatkozott, mégpedig az 1. FFC Frankfurt elleni élvonalbeli mérkőzésen. November 16-án első két gólját is megszerezte az SC Sand ellen.
2019. április 2-án a VfL Wolfsburg csapatához szerződött. A 2019–20-as szezon első felében kiegyensúlyozott, magabiztos játékával meggyőzte a vezetőséget és december 11-én, 2023. júniusáig hosszabbították meg szerződését.

### A válogatottban
Pályára lépett az U16, U17 és az U19-es válogatottban is. Tagja volt a 2013-as U17-es női labdarúgó-Európa-bajnokságon, a 2014-es és a 2015-ös U17-es női labdarúgó-Európa-bajnokságon, valamint a 2014-es U20-as női labdarúgó-világbajnokságon részt vevő keretnek. 2015. november 17-én Anglia ellen mutatkozott be a felnőtt válogatottban.

## Statisztika
2018. október 14-i állapotnak megfelelően.
| Klub               | Szezon           | Bajnokság | Bajnokság | Kupa  | Kupa  | Nemzetközi | Nemzetközi | Összesen | Összesen |
| Klub               | Szezon           | Mérk.     | Gólok     | Mérk. | Gólok | Mérk.      | Gólok      | Mérk.    | Gólok    |
| ------------------ | ---------------- | --------- | --------- | ----- | ----- | ---------- | ---------- | -------- | -------- |
| Turbine Potsdam II | 2012–13          | 11        | 1         | -     | -     | -          | -          | 11       | 1        |
| Turbine Potsdam II | 2013–14          | 22        | 7         | -     | -     | -          | -          | 22       | 7        |
| Turbine Potsdam II | 2014–15          | 2         | 1         | -     | -     | -          | -          | 2        | 1        |
| Turbine Potsdam II | 2015–16          | 1         | 0         | -     | -     | -          | -          | 1        | 0        |
| Turbine Potsdam II | Összesen         | 36        | 9         | 0     | 0     | 0          | 0          | 36       | 9        |
| Turbine Potsdam    | 2014–15          | 15        | 2         | 3     | 1     | -          | -          | 18       | 3        |
| Turbine Potsdam    | 2015–16          | 15        | 2         | 3     | 2     | -          | -          | 18       | 4        |
| Turbine Potsdam    | 2016–17          | 17        | 7         | 0     | 0     | -          | -          | 17       | 7        |
| Turbine Potsdam    | 2017–18          | 20        | 4         | 1     | 0     | -          | -          | 21       | 4        |
| Turbine Potsdam    | 2018–19          | 4         | 1         | 1     | 1     | -          | -          | 5        | 2        |
| Turbine Potsdam    | Összesen         | 71        | 16        | 8     | 4     | 0          | 0          | 79       | 20       |
| Karrier összesen   | Karrier összesen | 107       | 25        | 8     | 4     | 0          | 0          | 115      | 29       |

## Sikerei, díjai

### Klub
- Turbine Potsdam II
  - Női Bundesliga 2: 2013–14

### Válogatott
- Németország U20
  - U20-as női labdarúgó-világbajnokság: 2014